# Matthieu Dupont
Pour les articles homonymes, voir Dupont.
Matthieu Dupont, né le 11 décembre 1973 à Versailles, est un évêque catholique français, nommé évêque de Laval le 9 mars 2024.

## Biographie

### Vie familiale et personnelle
Il grandit à Rambouillet, dans une famille très croyante et est « forgé par le scoutisme ».

### Formation
Après un doctorat en pharmacie obtenu en 1998 à l'université Paris-Sud, il entre au séminaire Saint-Sulpice de Paris puis au séminaire français de Rome. Il poursuit sa formation après son ordination à l'université pontificale grégorienne et à l'Institut pontifical Jean-Paul-II dont il sort diplômé d'une licence de théologie.

### Prêtre
Le 29 juin 2003, il est ordonné prêtre pour le diocèse de Versailles.
En 2003, il fait une licence canonique en théologie à Rome. De 2004 à 2009, il est vicaire à Sartrouville. De 2004 à 2014, il enseigne la théologie morale fondamentale au Grand séminaire de Versailles. De 2009 à avril 2014, il est vicaire de la paroisse de Montigny-le-Bretonneux et Voisins-le-Bretonneux. De 2014 à 2023, il est recteur du Grand séminaire de Versailles. En 2023, il est nommé curé-doyen de Mantes-la-Jolie. En 2017, il est nommé chanoine titulaire du chapitre cathédral de la cathédrale Saint-Louis de Versailles par Éric Aumonier. En 2022, il est chargé, avec Benoît Bertrand, l'évêque de Mende, d'une visite apostolique auprès de la Communauté Saint-Martin,. Il est membre et cofondateur des compagnons de Saint Jean-Baptiste, une association privée de fidèles catholiques du diocèse de Versailles.

## Évêque
Le 9 janvier 2024, il est nommé évêque de Laval par le pape François.
Il est ordonné évêque par Pierre d'Ornellas, archevêque métropolitain de Rennes, assisté de Thierry Scherrer, évêque de Perpignan-Elne et Luc Crepy évêque de Versailles en présence de Celestino Migliore, nonce apostolique en France, le 9 mars 2024 en la basilique Notre-Dame de Pontmain. Il est installé le lendemain en la cathédrale de la Sainte-Trinité de Laval.
Il est nommé assistant apostolique de la Communauté Saint-Martin en juillet 2024.